# Timo Suomalainen
Timo Sakari Suomalainen, né le 8 mars 1928 à Suursaari et mort le 1er mai 2021, est un architecte finlandais.

## Biographie
Il est le frère de l'architecte Tuomo Suomalainen.
Il est membre d’honneur de l'Association finlandaise des architectes  (SAFA).

## Quelques ouvrages
- Église Temppeliaukio d'Helsinki.
- École professionnelle de Haaga.
- Hôtel Mesikämmen.
- Église d'Espoonlahti.
- Maison de la justice de Hamina.
- Église d'Hietama.
- Chapelle de Ristiniemi.
- Chapelle de Leirikangas.
- Chapelle de Kellonummi.

## Galerie

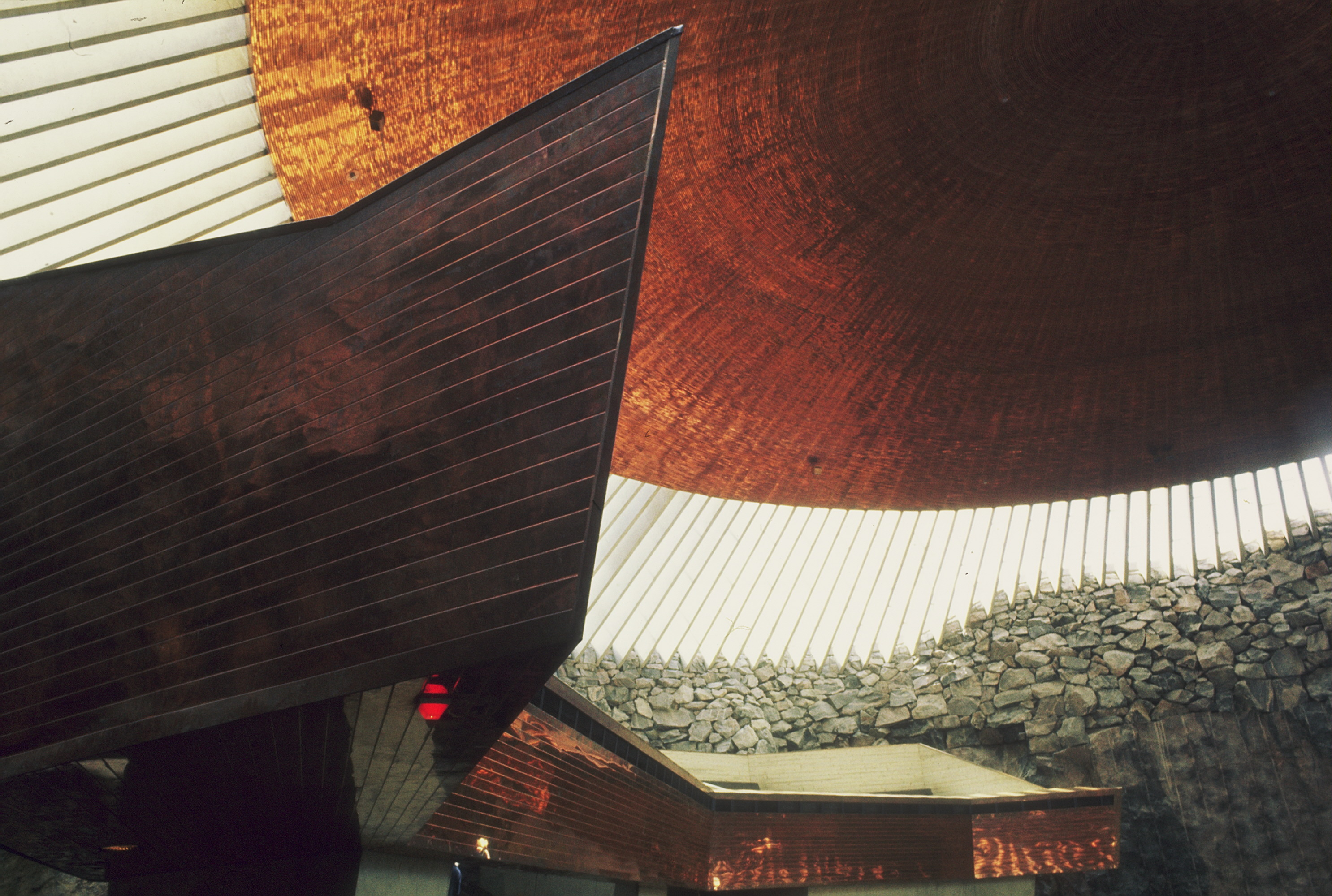
Église Temppeliaukio d'Helsinki.
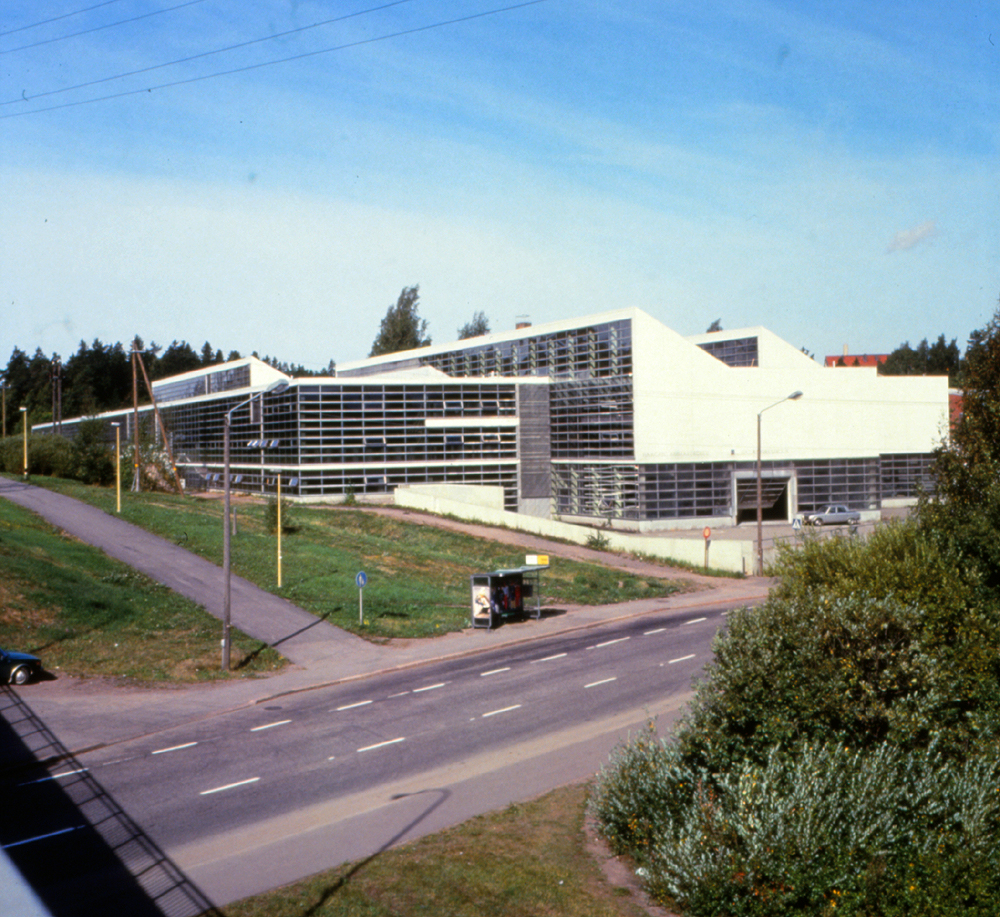
École professionnelle de Haaga.
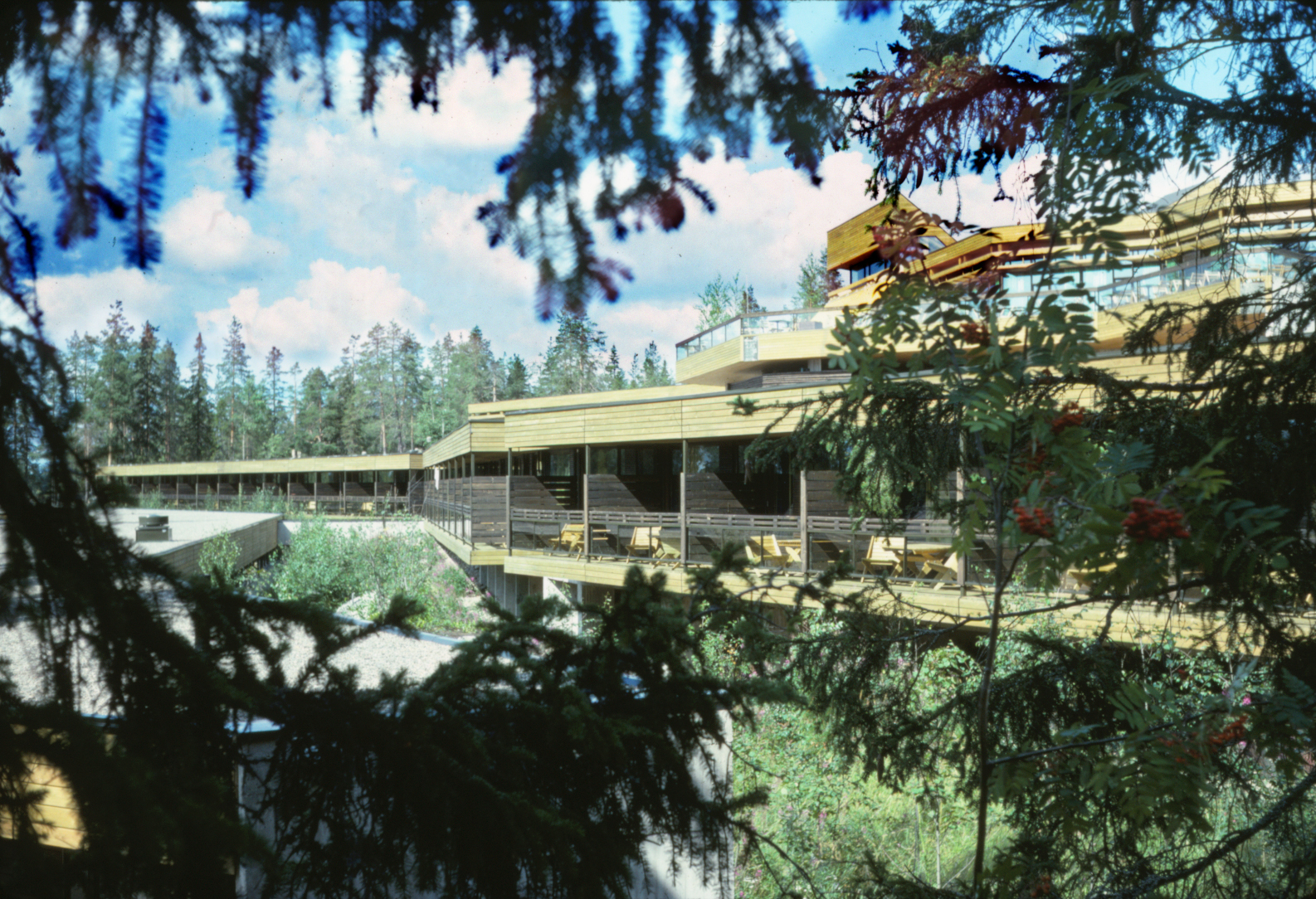
Hôtel Mesikämmen.
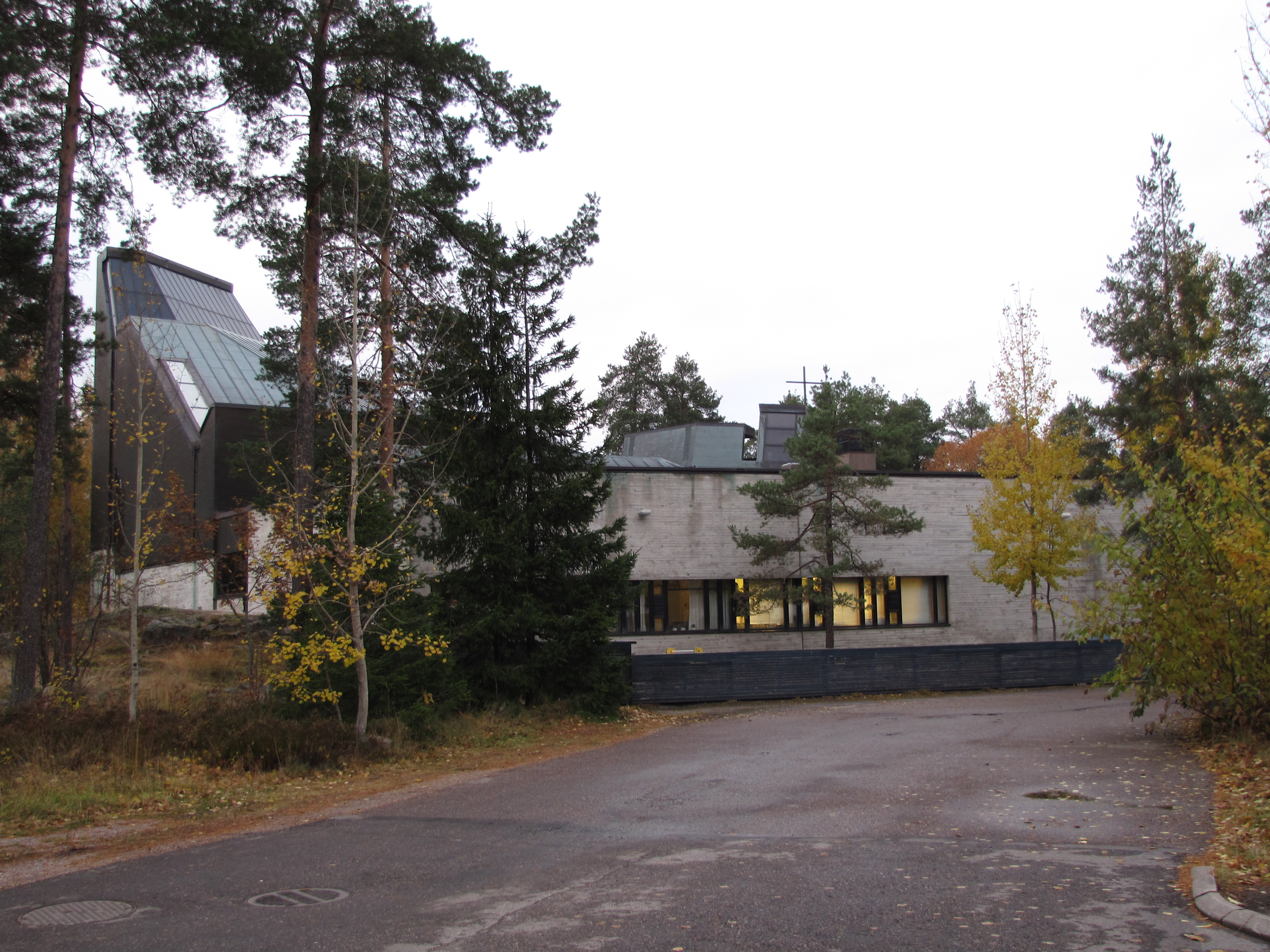
Église d'Espoonlahti.
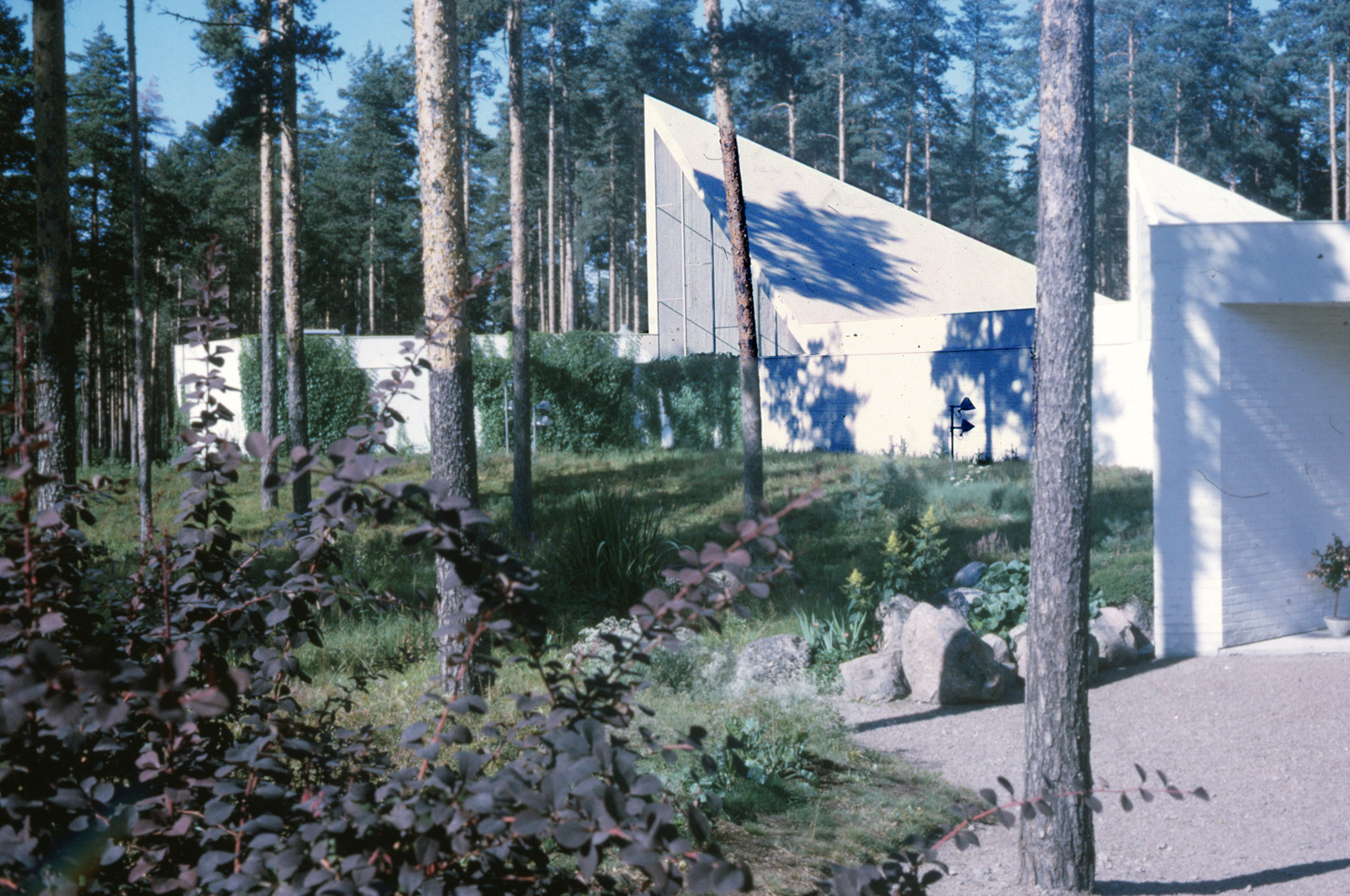
Chapelle de Ristiniemi.
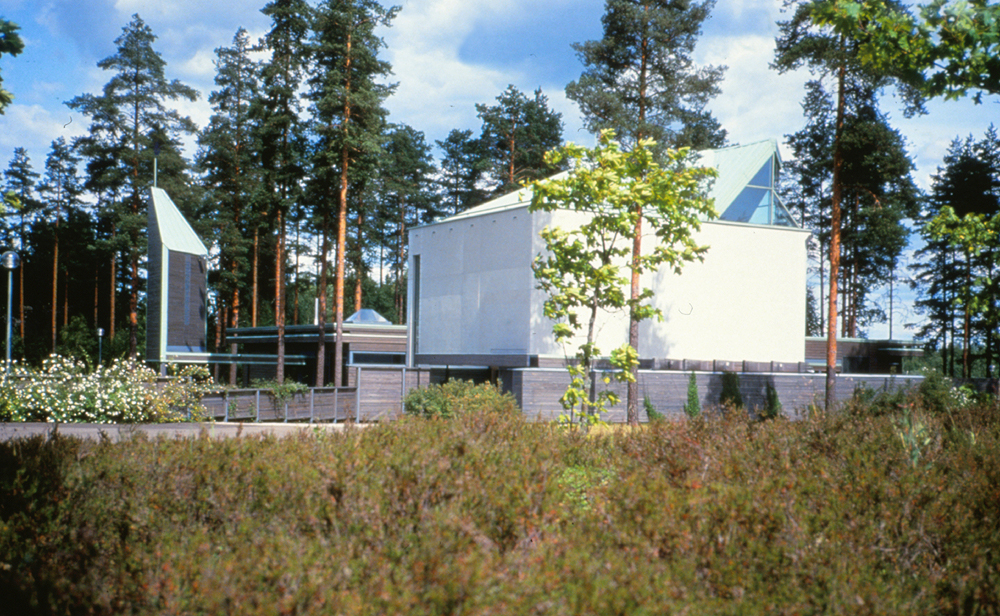
Chapelle de Leirikangas.
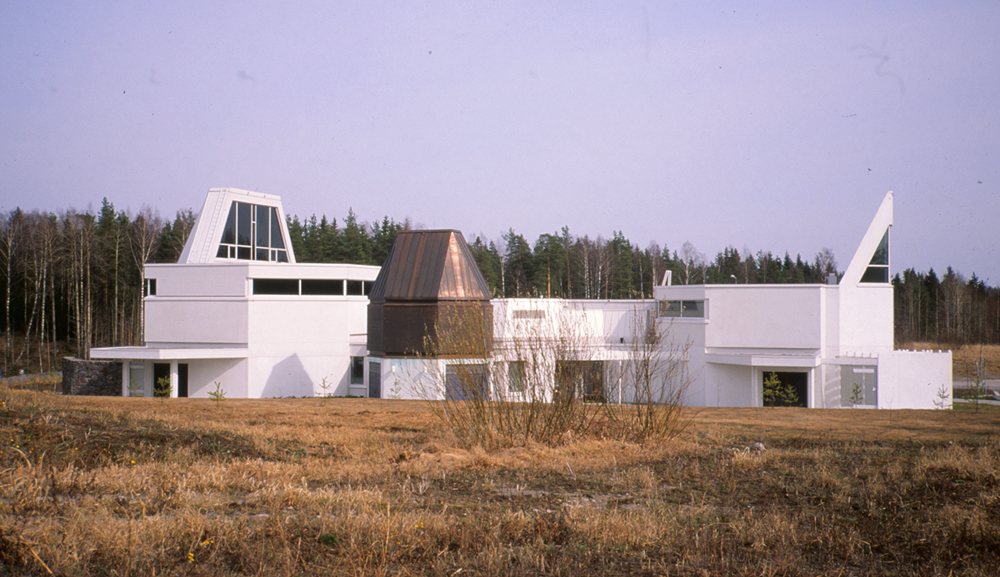
Chapelle de Kellonummi.
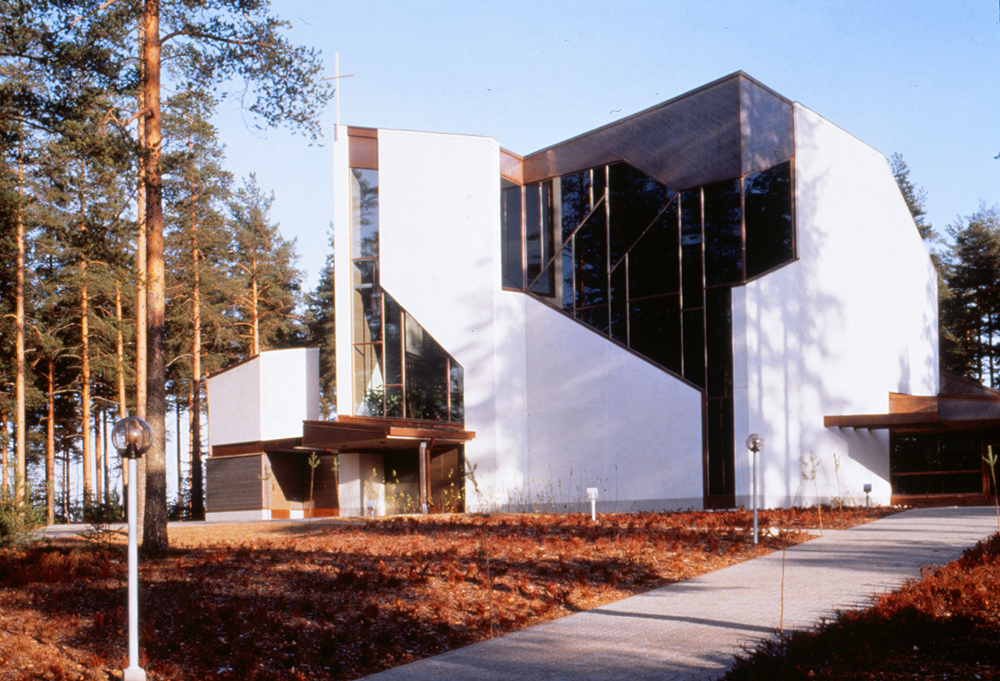
Chapelle de Paijala.
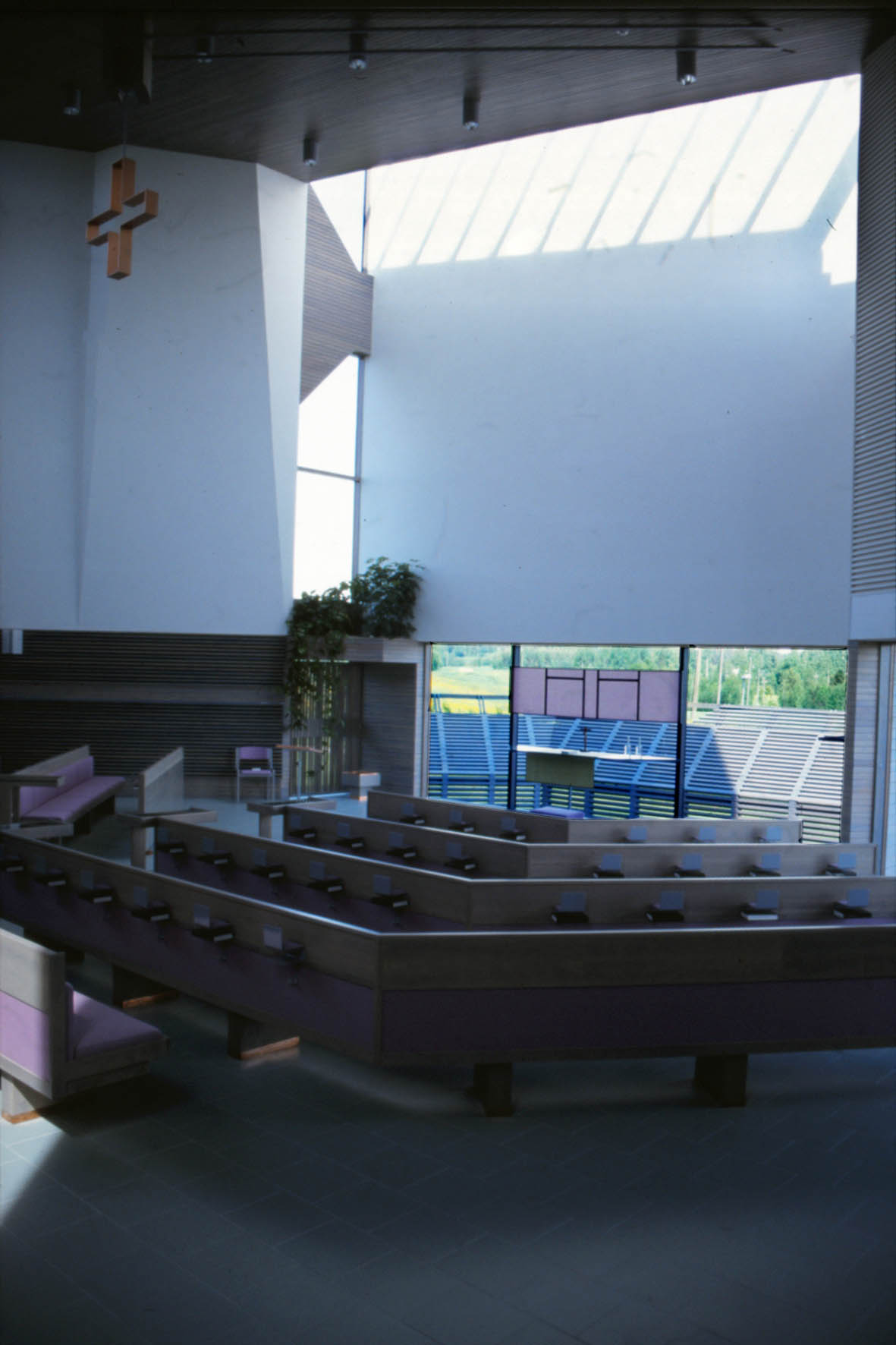
Église d'Hietama.